# David Ricken
David Laurin Ricken (ur. 9 listopada 1952 w Dodge City, Kansas) – amerykański duchowny katolicki, biskup Green Bay w Wisconsin.

## Życiorys
Ukończył seminaria w Worthington i Conception. Jako seminarzysta diecezji Pueblo nauki pobierał również w St. Meinrad. W roku 1980 uzyskał dyplom Uniwersytetu w Leuven w Belgii. 12 września 1980 otrzymał święcenia kapłańskie z rąk biskupa Arthura Tafoya. Pracował przez kilka lat jako wikariusz katedry w Pueblo, a następnie podjął studia na Uniwersytecie Gregoriańskim w Rzymie. Zakończył je licencjatem z prawa kanonicznego. Po powrocie do kraju w 1992 został dyrektorem ds. powołań i kanclerzem diecezji. W latach 1996–1999 pracował w Kongregacji ds. Duchowieństwa w Rzymie.
14 grudnia 1999 otrzymał nominację na biskupa-koadiutora diecezji Cheyenne. 26 września 2001 przejął sukcesję po odchodzącym na emeryturę poprzedniku. 9 lipca 2008 przeniesiony został na biskupstwo Green Bay.